# 渡邉勝馬
渡邉 勝馬（わたなべ かつま、1991年10月6日 - ）は日本で活動するミュージカル俳優である。埼玉県出身。劇団四季所属。

## 来歴
埼玉県立熊谷高等学校を卒業後、2010年から航空自衛隊防府北基地にて航空学生として勤務していた。
2015年に劇団四季研究所へ第56期生として入所し、エルコスの祈りでニールス役として初舞台出演を果たした。

## 主な出演作品
舞台
- ライオン・キング（アンサンブル）
- エルコスの祈り（ニールス役）